# بوآرنوآ، کبک
بوآرنوآ (به فرانسوی: Beauharnois) شهرکی در منطقه شهری بوآرنوا-سالابری ناحیه مونترژی در استان کبک کانادا است. در سرشماری سال ۲۰۱۱ این شهرک ۱۲٬۰۴۱ نفر جمعیت داشته‌است و مساحت آن ۷۳٫۰۵ کیلومتر مربع است.